# Quintrell Downs
Quintrell Downs är en by i Cornwall distrikt i Cornwall grevskap i England. Byn är belägen 15,7 km 
från Truro. Orten har 1 151 invånare (2015).